# باغ لینه

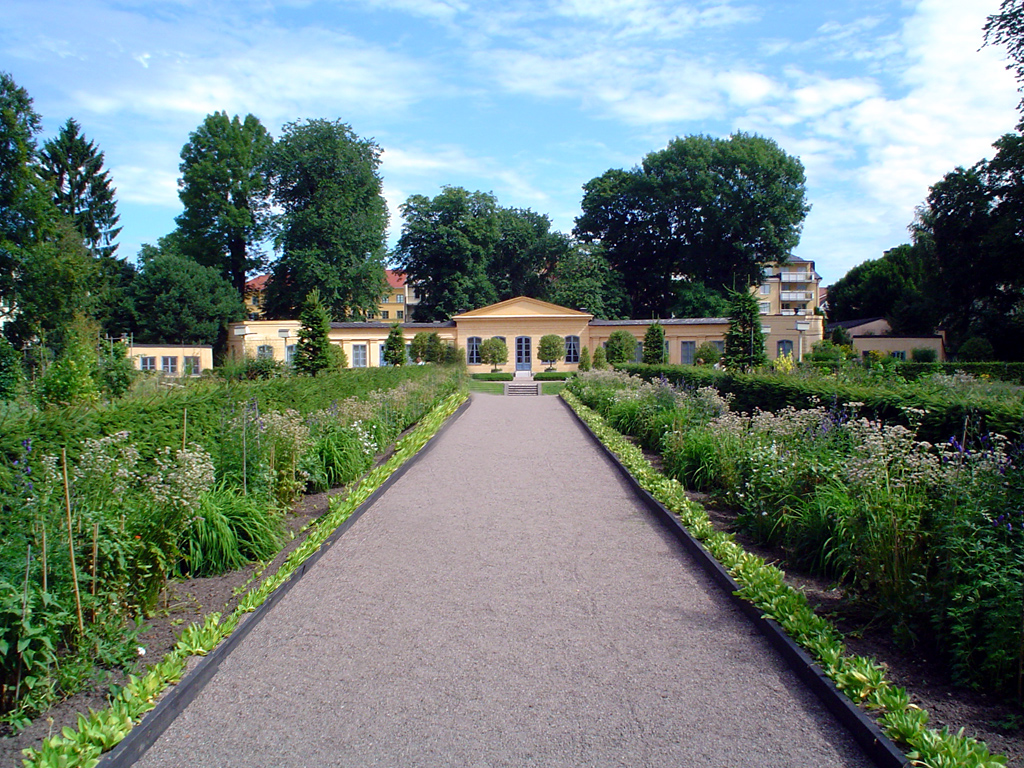
منظره باغ لینه به سمت نارنجستان

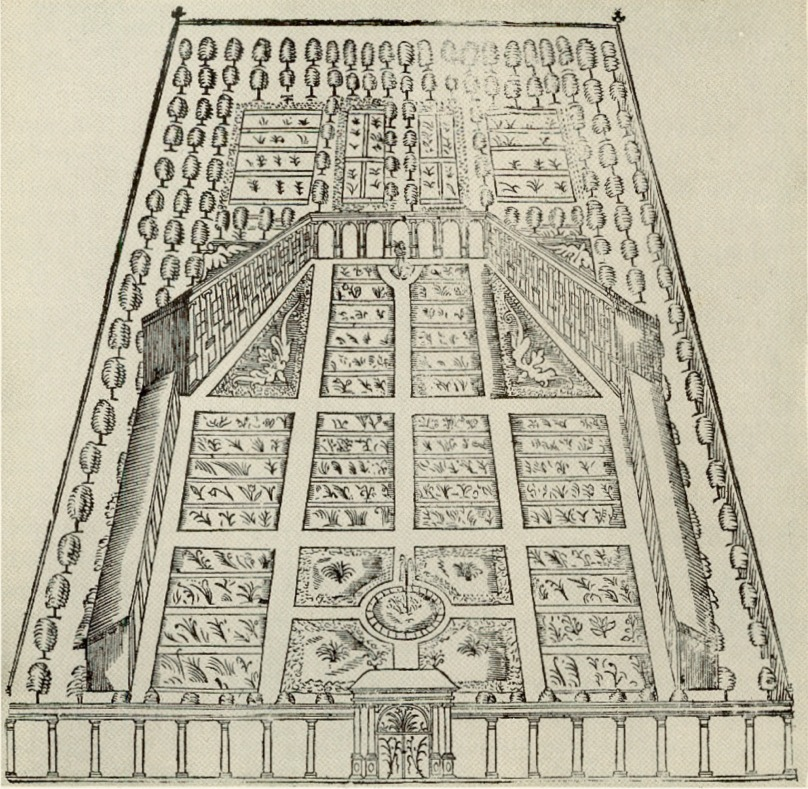
طرح خود رودبک برای باغ گیاه‌شناسی (۱۶۷۵)

باغ لینه (سوئدی: Linnéträdgården) یکی از کهن‌ترین باغ‌های گیاه‌شناسی متعلق به دانشگاه اوپسالا، سوئد است و امروزه یکی از دو باغ اقماری باغ گیاه‌شناسی دانشگاه اوپسالا محسوب می‌شود. باغ دیگر، هاماربی لینه، خانهٔ تابستانی سابق خانواده لینه است. این باغ بازسازی شده است و به عنوان یک باغ گیاه‌شناسی سده هجدهمی طبق مشخصات کارل لینه نگهداری می‌شود. لینه از سال ۱۷۳۰ در دانشگاه اوپسالا به تحصیل پرداخت، جایی که او بعداً در آن استاد گیاه‌شناسی و مدیر اصلی شد و برای رسمی‌سازی نام‌گذاری موجودات زنده شناخته شد و نام‌گذاری علمی امروزی را ایجاد کرد. او از سال ۱۷۴۱ مالک باغ بود و با توجه به ایده‌های خود چیدمان آن را تغییر داد.
این باغ در ابتدا در سال ۱۶۵۵ توسط اولاوس رودبک، استاد پزشکی، برنامه‌ریزی و کاشته شد و حدود ۱٬۸۰۰ گونهٔ مختلف در اواخر سدهٔ هفدهم داشت اما در آتش‌سوزی شهر اوپسالا در ۱۷۰۲ آسیب دید. در سال ۱۶۹۳، رودبک خانهٔ چسبیده به باغ که امروزه به نام موزه لینه شناخته می‌شود را ساخت که از سال ۱۷۴۳ تا ۱۷۷۸ اقامتگاه لینه بود. از سال ۱۷۷۸ تا ۱۹۳۴ نیز اقامتگاه کارمندان دانشگاه اوپسالا بود که آخرینشان هوگو آلوین موسیقی‌دان بود. از سال ۱۹۳۷، آن ساختمان موزه‌ای دربارهٔ زندگی شخصی و تخصصی لینه است و در آن مبلمان، وسایل خانه و پارچه‌بافته‌های متعلق به خانواده لینه نگهداری می‌شود.

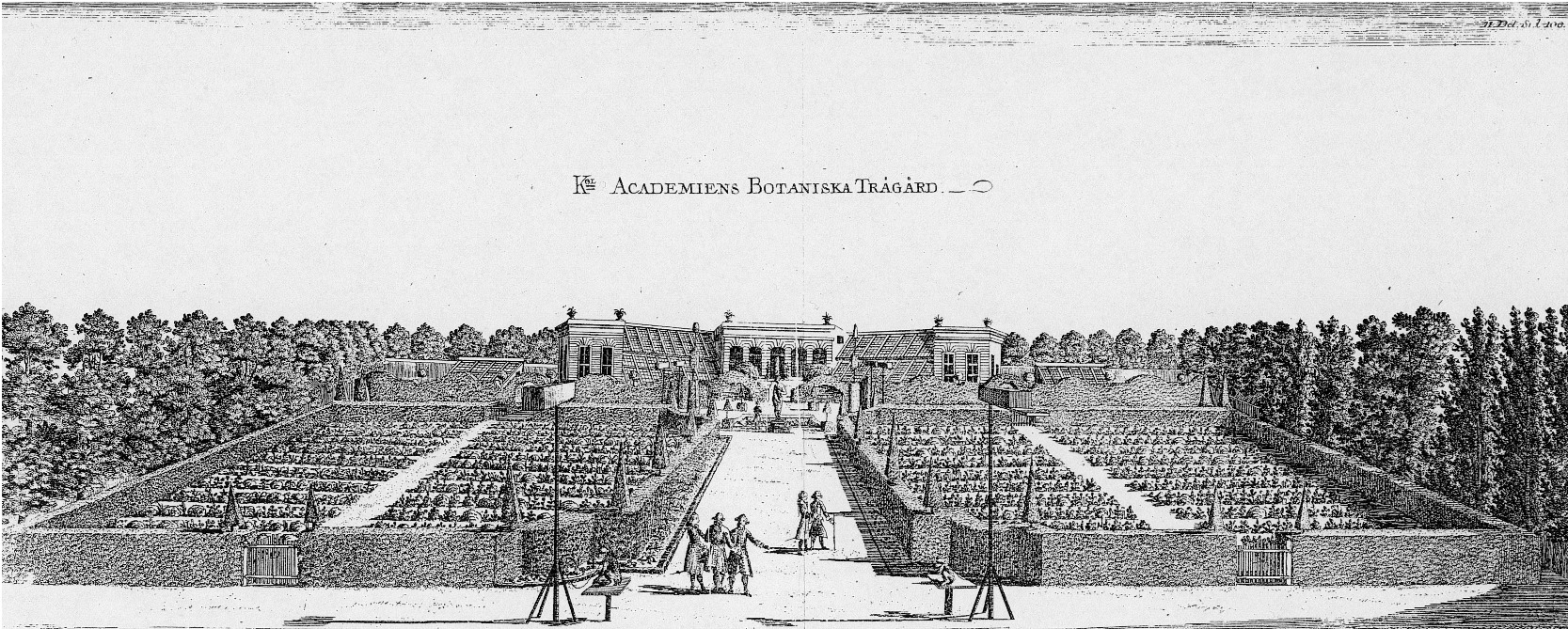
حکاکی از سال ۱۷۷۰ از باغ لینه

## نگارخانه

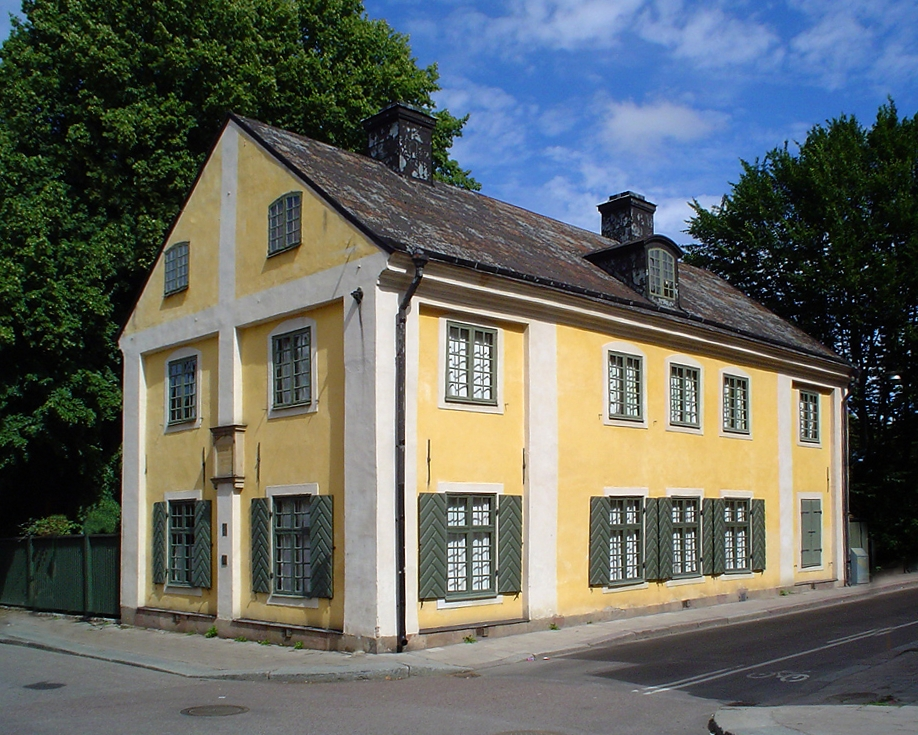
اقامتگاه کارل لینه ۱۷۴۳–۱۷۷۸
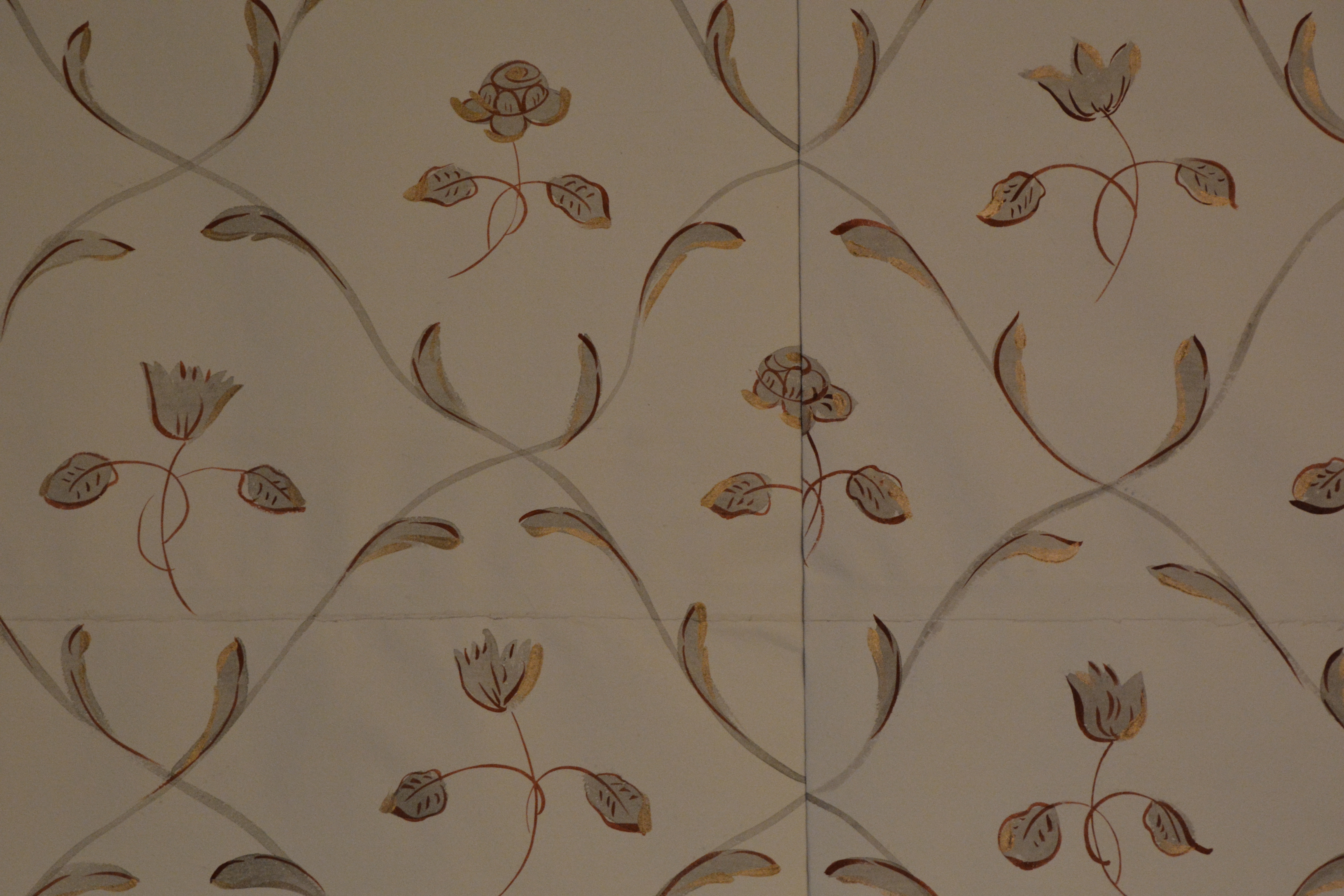
کاغذ دیواری اتاق بزرگ در طبقه پایین
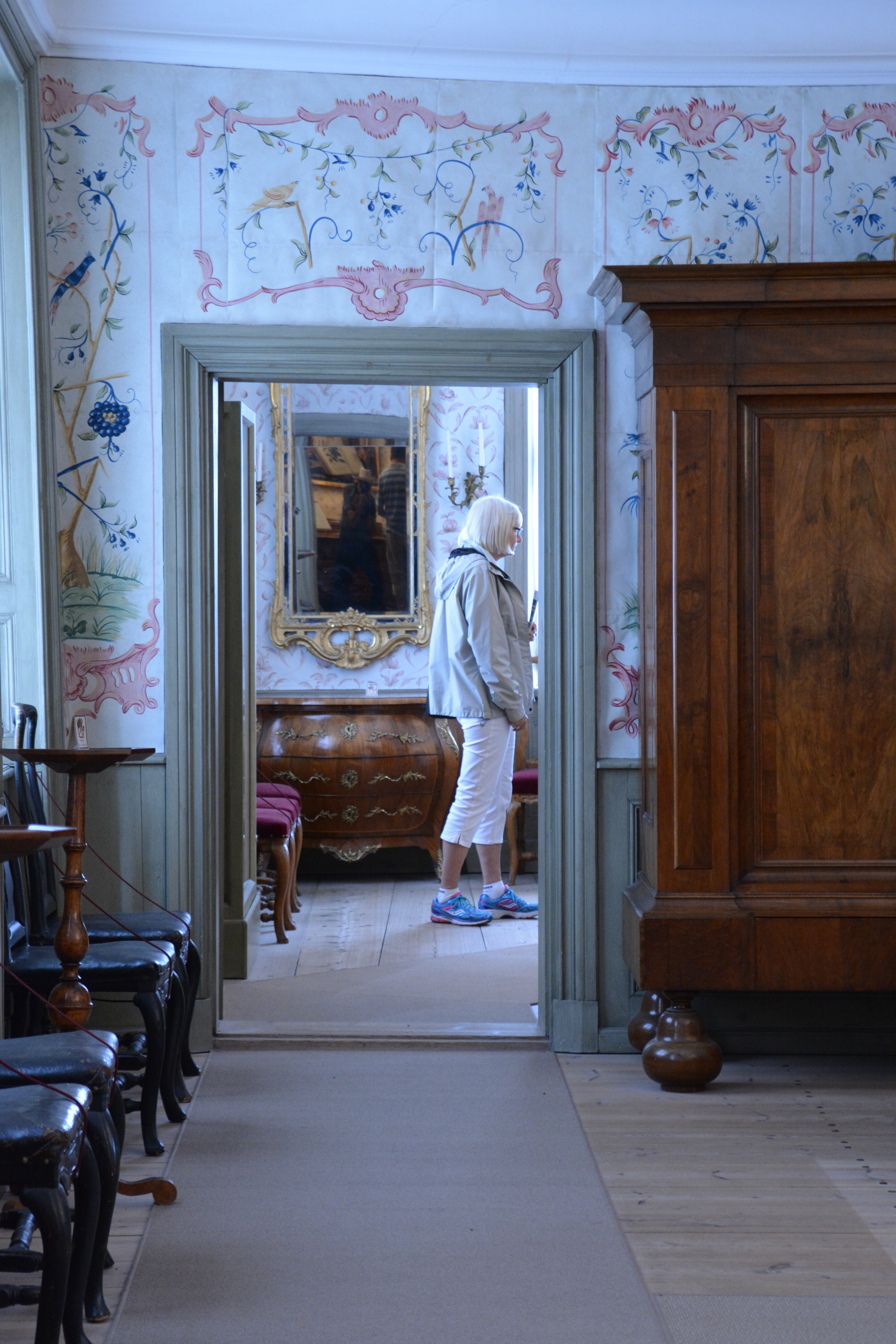
اتاق بزرگ در طبقه پایین
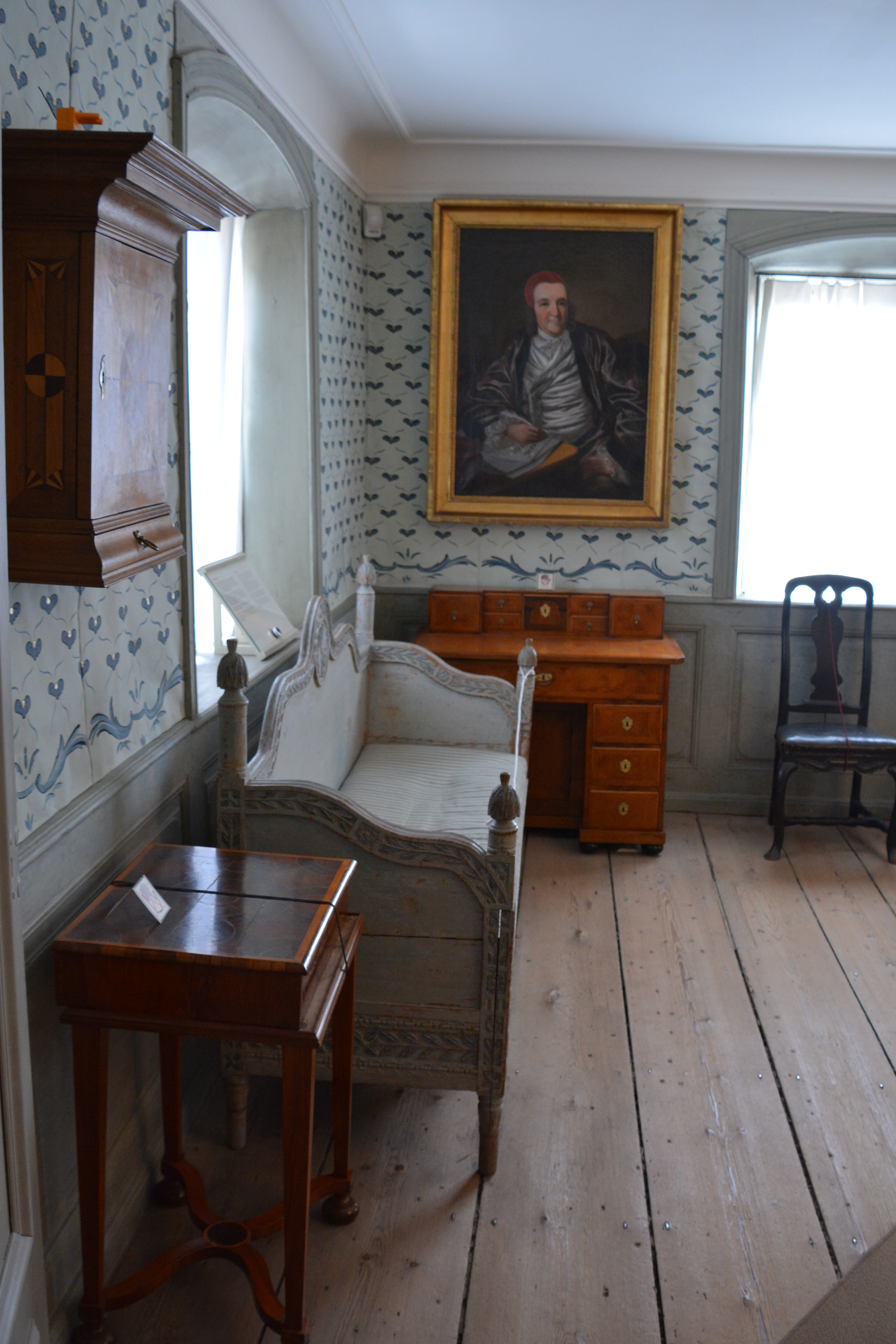
طبقه پایین
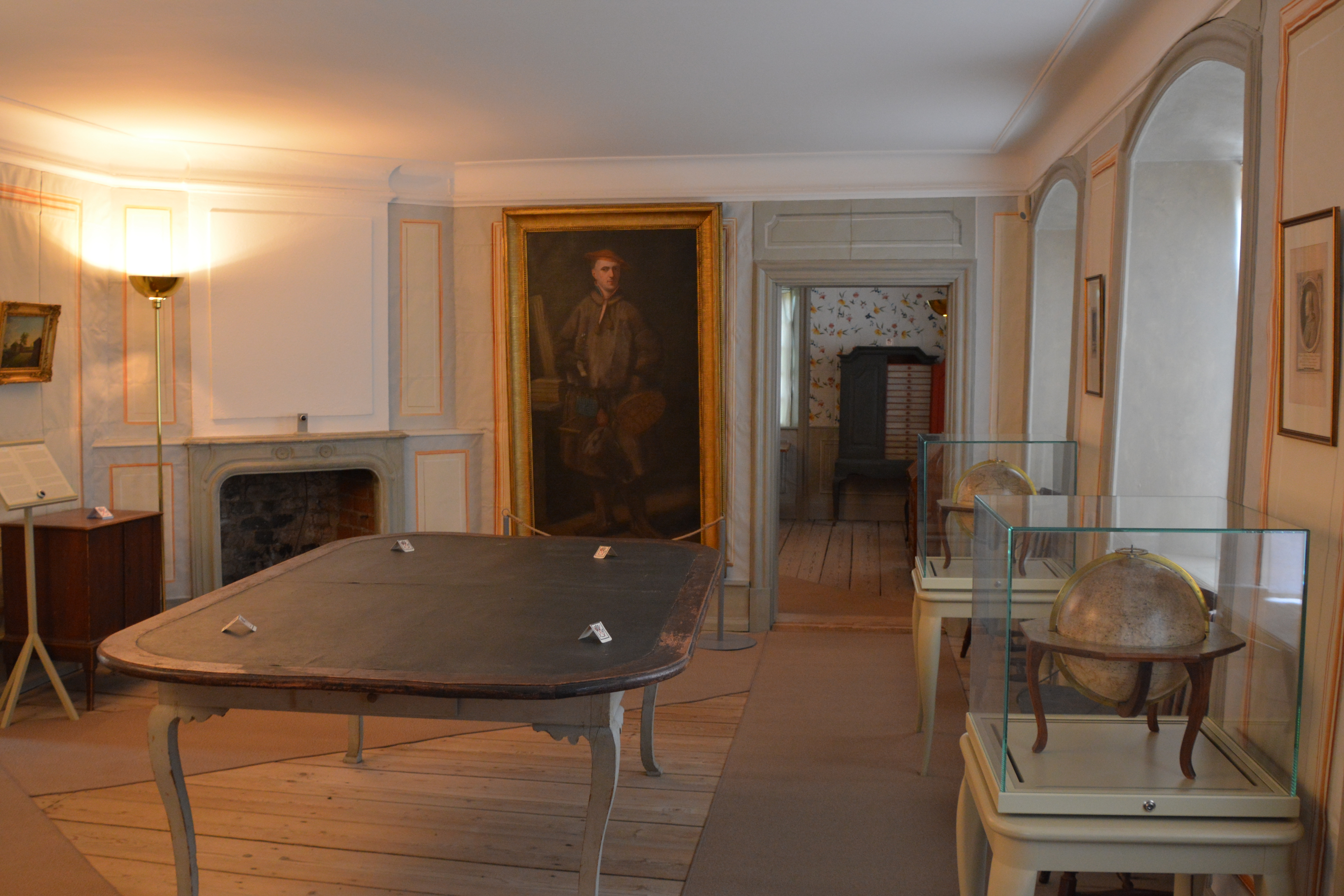
سالن، طبقه بالا
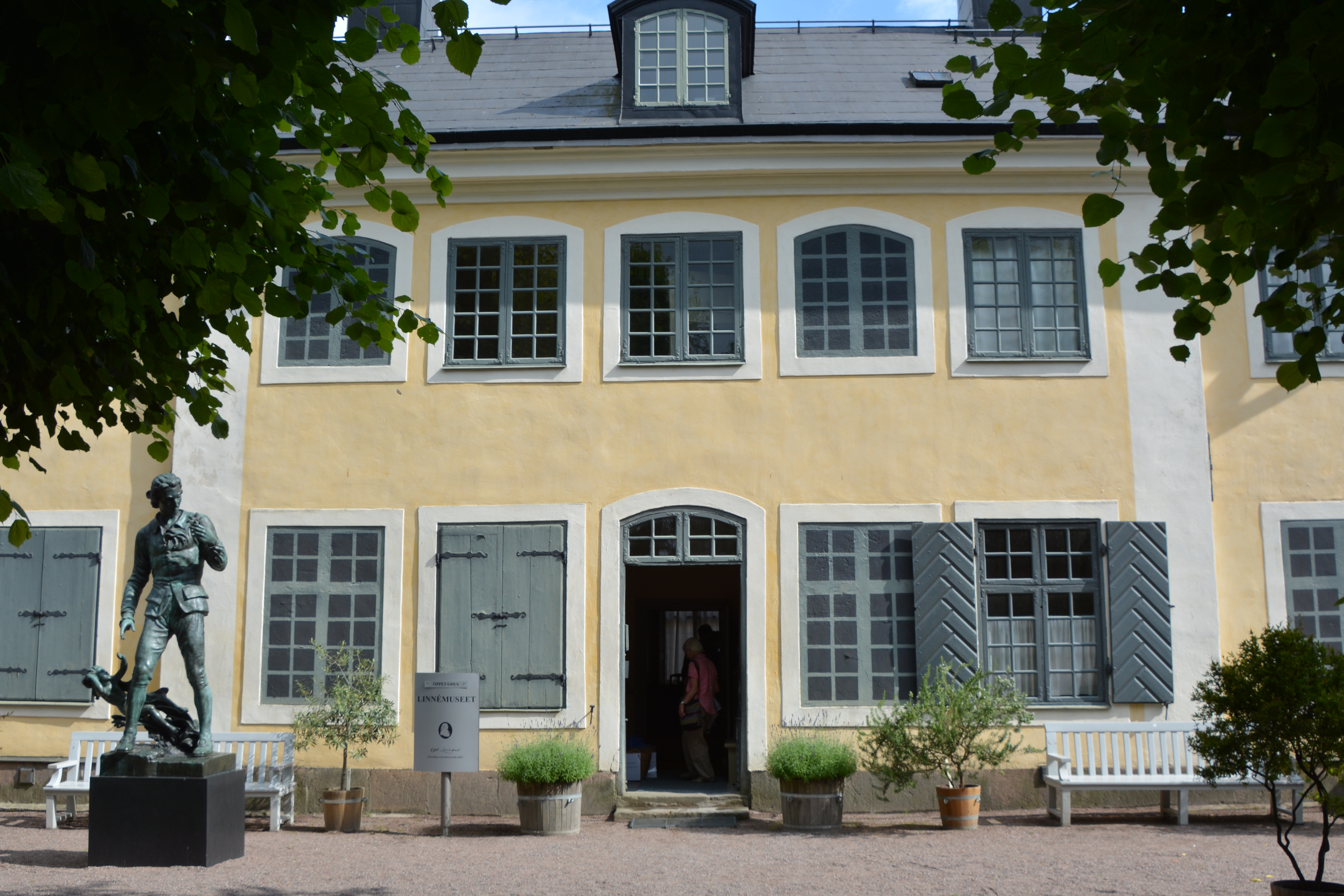
ورودی از باغ لینه